# ایزابو فون بایرن
الیزابت فون بایرن (به آلمانی: Elisabeth von Bayern) (ح. ۱۳۷۰ میلادی – سپتامبر ۱۴۳۵ میلادی) که با نام الیزابت فون ویتلسباخ یا ایزابو نیز شناخته می‌شود، شاهزاده اهل بایرن بود که به واسطه ازدواج با شارل ششم، از سال ۱۳۸۵ میلادی تا هنگام مرگ همسرش در سال ۱۴۲۲ میلادی ملکه پادشاهی فرانسه بود. او تنها دختر اشتفان سوم، دوک بایرن از خاندان ویتلسباخ بود.

## آغاز زندگی
الیزابت فون بایرن احتمالاً حدود سال ۱۳۷۰ میلادی زاده شد. پدرش اشتفان سوم، دوک بایرن بین سال‌های ۱۳۷۵ میلادی تا ۱۴۱۳ میلادی بود. تبار پدری به شارلمانی، پادشاه فرانک‌ها بازمی‌گشت. مادرش تاده‌آ ویسکونتی، دختر برنابو ویسکونی، حاکم مشترک میلان و نواحی اطراف آن در منطقه لمباردی بود.
هنگامی که یازده ساله بود مادرش را از دست داد.

## ازدواج با شارل ششم
فرانسوی‌ها در جریان جنگ صدساله به دنبال اتحاد با امپراتوری مقدس روم در برابر انگلیسی‌ها بودند. به نقل از فروآسار، شارل پنجم در بستر مرگ خواهان ازدواج شارل ششم با یک شاهزادهٔ آلمانی شده بود.
انگلیسی‌ها ماه مه سال ۱۳۸۳ میلادی در فلاندر نیرو پیاده و در عمق خاک فرانسه پیشروی کردند. فریدریش، عموی ایزابو یکی از حاکمانی بود که به درخواست کمک شال ششم پاسخ داد و یاری مؤثری به او رساند. فرانسوی‌ها از فریدریش دربارهٔ دختری در سن مناسب برای ازدواج با پادشاه فرانسه پرسش کردند. خود فریدریش چنین دختری نداشت اما در این زمان نام ایزابو، برادرزاده او برای نخستین بار مطرح شد.
ایزابو می‌بایست به عنوان یکی از گزینه‌های ازدواج با شارل ششم، پادشاه فرانسه به این سرزمین سفر می‌کرد. پدرش ظاهراً نسبت به این سفر بسیار مردد بود. اشتفان می‌دانست که انتخاب همسری برای پادشاه فرانسه مسئله‌ای جدی است. او نگران بود که اگر ایزابو رد شود اثر بسیار بدی بر روان او خواهد داشت و از طرفی در آینده کمتر در خور ازدواج با شخص دیگری خواهد بود. اشتفان در نهایت راضی به این کار شد؛ تنها به این شرط که هیچ‌کس از جمله خود ایزابو، از هدف اصلی سفر به فرانسه مطلع نشود. از این رو، به ایزابو گفته شد که برای یک سفر زیارتی به آمیِن می‌رود.
ایزابو به همراه عمویش فریدریش و کاترین دو فاستاوارین، دوست دوران کودکی و ندیمه خود به فرانسه رفت. به گزارش فروآسار، پادشاه فرانسه در نگاه اول عاشق ایزابو شد و این دو روز ۱۷ ژوئیه سال ۱۳۸۵ میلادی تنها چند روز پس از نخستین دیدارشان با یکدیگر ازدواج کردند.

## زندگی سیاسی
الیزابت در دربار سلطنتی فرانسه به سرعت وارد دنیای سیاست شد. چند ماه پیش از ازدواج الیزابت و شارل، جان گالئاتسو ویسکونتی، پسر عموی مادر الیزابت، حاکم مشترک میلان با خود، برنابو، پدربزرگ الیزابت را از قدرت کنار زد و زندانی کرد. جان گالئاتسو نزد خود الیزابت را تهدیدی در مسیر جاه‌طلبی‌هایش می‌دید. او هم سعی کرد پایگاه قدرتی در فرانسه برای خود دست‌وپا کند؛ از این رو دختر خود والنتینا را سال ۱۳۸۹ میلادی به ازدواج لوئی یکم، دوک اورلئان درآورد. همان سال حاکمان شهر فیرنتسه قصد داشتند فرستادگانی به دربار فرانسه گسیل کنند تا از آن در برابر جان گالئاتسو یاری بخواهند. این افراد در ضمن موارد دیگر، مأمور بودند الیزابت را راضی به تشویق همسرش بدین منظور کنند. به هر صورت از آن‌جایی که فیرنتسه چیزی برای ارائه متقابل نداشت، این سفر هیچگاه صورت نگرفت. به هر حال این موضوع نشان‌گر نفوذ نسبی الیزابت در دربار فرانسه از همان اوایل بود.

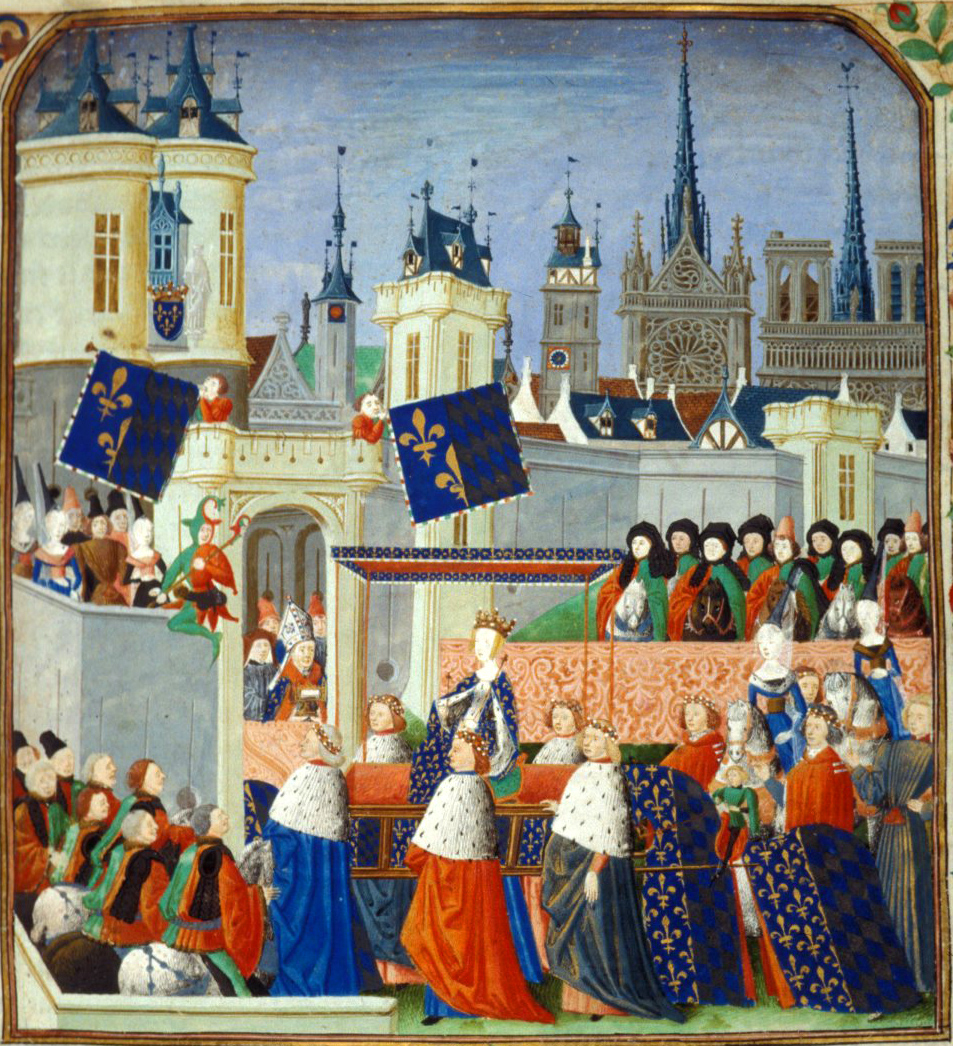

پاپ کلمنس هفتم مستقر در رم هم اهمیت الیزابت در میانجی‌گری در موضوع انشقاق غربی را درک کرده بود. پاپ سال ۱۳۸۹ میلادی مقدار زیادی از درآمدهای کلیسایی را به شارل ششم واگذار کرد. شصت مورد از آن‌ها به نام الیزابت بود. پس از درگذشت پاپ کلمنس هفتم در سال ۱۳۹۴ میلادی، الیزابت یکی از اعضای شورای حل مسئله انشقاق در کلیسا در سال ۱۳۹۵ میلادی در پاریس بود.
در این حال الیزابت به سیاست‌ورزی علیه جان گالئاتسو ادامه داد. به گزارش بوناکورسو پیتّی، یکی از عوامل فیرنتسه در فرانسه، الیزابت او را ماه مه سال ۱۳۹۶ میلادی نزد خود فراخواند و مذاکراتی با او در جهت اعزام نمایندگانی از فیرنتسه برای ترغیب پادشاه فرانسه برای اتحادی علیه میلان داشت. روز ۲۹ سپتامبر همان سال پیمانی در این ارتباط بین فرانسه و فیرنتسه بسته شد.
پس از عزل واتسلاف چهارم، امپراتور مقدس روم در سال ۱۴۰۰ میلادی و ورود شارل ششم در این موضوع، الیزابت یکی از نقش‌آفرینان در این مسئله بود. حاکمان انتخاب‌گر همان سال روپرشت، انتخاب‌گر پفالتس از خاندان ویتلسباخ را جایگزین امپراتور پیشین کردند. الیزابت در جلب پشتیبانی فرانسه از روپرشت نقش اساسی داشت و زان پس نیز حامی او در دربار شارل بود.
در جریان مناقشه قدرت بین لوئی، دوک اورلئان و فیلیپ، دوک بورگونی، دو عموی پادشاه، که در مواردی نزدیک بود به درگیری مسلحانه بینجامد، الیزابت به خواست پادشاه از ماه مارس سال ۱۴۰۲ میلادی در جایگاه میانجی قرار گرفت. شارل ششم نگران بود فائق آمدن یکی از دو طرف بر دیگری موجب تسلط آن بر خود پادشاه شود. از این رو الیزابت در نقش میانجی بین آن‌ها اساساً نقش حافظ تاج‌وتخت شارل را داشت. پیش از این شارل برای جلوگیری نفوذ بیش از حد عناصر دیگر بر او یا بر ولیعهد، ماه ژانویه سال ۱۳۹۳ میلادی الیزابت را مشترکاً با دوک‌های بورگونی، بِری و بوربون و برادرش لودویک، دوک بایرن، به عنوان قَیِّم ولیعهد لوئی، دوک گوین و دیگر کودکان سلطنتی برگزید. شارل ماه ژوئیه سال ۱۴۰۲ با صدور حکمی الیزابت را سرپرست شورای سلطنتی در صورت ناتوانی پادشاه در اداره امور، کرد. حکم دیگری در ماه آوریل سال ۱۴۰۳ تصمیمات شورا در غیاب پادشاه، را منوط به رای اکثریت اعضا دانست. این حکم همه اعضا از جمله الیزابت را به یک اندازه مسئول تصمیمات می‌کرد. به خواست شارل، در صورت مرگ او بزرگ‌ترین پسرش، بدون توجه به سنش، پادشاهی را در دست می‌گرفت و هیچ نایب‌السلطنه‌ای نمی‌داشت. نبود نایب‌السلطنه قدرت بالقوه ملکه مادر، یعنی الیزابت، را افزایش می‌داد. با این وجود، در مواقع غیبت پادشاه، اگرچه الیزابت حق رد تصمیمات پسرش، به عنوان نایب‌السلطنه را داشت اما در این دوره اغلب در پس زمینه باقی ماند.
فیلیپ، دوک بورگونی سال ۱۴۰۴ میلادی درگذشت. ژان پسر فیلیپ بر جای او نشست و راه پدر در رقابت با لوئی، دوک اورلئان را ادامه داد. مارگارت، دختر ژان سال ۱۴۰۵ میلادی با لوئی، ولیعهد فرانسه ازدواج کرد. الیزابت برای جلوگیری از قدرت گرفتن ژان، خود را به جناح لوئی نزدیک‌تر کرد. به هر صورت درگیری بین ژان و لوئی به اندازه‌ای بالا گرفت که نزدیک یک جنگ علنی منجر شود. در نتیجه این درگیری لوئی، دوک اورلئان سال ۱۴۰۷ به دستور ژان ترور شد. با توجه به قدرت ژان و هوادارانی که در پاریس داشت، شورای سلطنت تصمیم گرفت با او رو در رو نشود. ژان ماه مارس سال ۱۴۰۸ به پاریس رفت. پادشاه در این زمان شرایط روانی مساعدی نداشت. شارل پس از مقداری بهبودی دلایل ژان برای آن کارش را پذیرفت و پسرعموی خود عفو کرد. در این حال الیزابت بسیار نگران بود که ژان پس از این ماجرا اقدام به غصب قدرت از پادشاه کند. او دوک بروتانی، داماد خود و ارتشش را به پاریس خواند. پادشاه سیسیل و دوک بری هم نیروی نظامی گسیل کردند تا از اشغال پاریس توسط ژان جلوگیری شود. الیزابت پیش از آن که دست ژان به ولیعهد برسد، با کودکان سلطنتی به محل امن مولن در ۴۰ کیلومتری جنوب شرقی پاریس رفت. وقتی به مقصد رسید به قلعه آن استحکام بخشید و تمام فصل بهار را آن‌جا گذراند. تا این که شورشی در لیژ موجب بازگشت دوک بورگونی به اراضی خود شد. پادشاه هم اوایل تابستان نزد خانواده‌اش به مولن رفت و حکم عفوی که به ژان داده بود را پس گرفت. البته با وجود حضور ولیعهد، خود الیزابت در جلسه‌ای که حکم جدید صادر شد نبود. او از این زمان سعی می‌کرد جایگاه خود را کم‌رنگ تر کند و مقام پسرش را ترفیع ببخشد. از همین رو در بازگشت به پاریس در روز ۲۶ اوت، هنگام ورود به شهر ولیعهد سوار بر اسب سفیدی در جلو می‌رفت و ملکه از پس در ارابه‌ای می‌آمد.
ژان ماه نوامبر سال ۱۴۰۸ میلادی شکست سختی به شورشی‌های لیژ وارد آورد و دوباره راهی پاریس شد. الیزابت این بار پیش از آن که ژان به شهر برسد با خانواده خود به سمت تور رفت. شارل هم، بدون تعادل روانی، بعداً با قایق از پاریس خارج شد و در ژین به ملکه پیوست و ادامه مسیر تا تور را طی کرد. پادشاه روز ۱۸ ژوئن سال ۱۴۰۹ میلادی از تور حکم دیگری صادر کرد که بر اساس آن هنگام مشغول بودن ملکه، ولیعهد تصمیمات لازم را می‌گرفت. البته می‌بایست به ملکه گزارش می‌کرد. چنین حکمی برای تقویت جایگاه ولیعهد بود. ژان به دنبال خانواده سلطنتی رفت. او کنت انو-هلند را که خویشاوند الیزابت و پدر زن دیگر پسر او بود، به نزد آن فرستاد تا به پاریس بازگردند. الیزابت مشتاق این مذاکره بود و در نتیجه آن دوک بورگونی و دوک جدید اورلئان ماه مارس سال ۱۴۱۵ میلادی به مصالحه علنی رسیدند. در حقیقت دشمنی بین طرفین به هیچ عنوان خاتمه نیافت و همچنان ادامه پیدا کرد.
به هر شکل پسرش لوئی، دوک گوین ماه دسامبر سال ۱۴۱۵ میلادی در سن هجده سالگی درگذشت. پس از مرگ ناگهانی لوئی، جناح‌های قدرت که قصد تسلط بر دستگاه حاکمیت را داشتند، موجودیت خود ملکه را هم تهدید می‌کردند. هر یک از آنها می‌خواستند بر ولیعهد جدید مسلط شوند و الیزابت را مانعی بر سر راه جاه‌طلبی‌های خود می‌دیدند.

## شخصیت
الیزابت شخصی پرجذبه توصیف شده است. او می‌توانست روابط پیچیده را زیرکانه مدیریت کند. الیزابت سعی با همه طرف‌های قدرت رابطه نزدیکی داشته باشد. در یک نمونه ماه سپتامبر سال ۱۳۹۵ میلادی، چهار کلاه مخمل مشکی با روکش ساتن برای واتسلاف چهارم، امپراتور مقدس روم فرستاد؛ درحالی‌که پشتیبان خاندان دیگری در این حاکمیت بود. حتی نقلی آمده است که الیزابت در حال مذاکره مخفی به نفع دشمن خود جان گالئاتسو بوده و تلاش می‌کرده سبب ازدواج دختری از فرانسه و پسر او شود.